# Cai Rantzau (gehejmeråd)
 Der er flere personer med dette navn, se Cai Rantzau.
Cai (von) Rantzau (3. maj 1726 – 21. juli 1792 i Preetz) var en holstensk godsejer og dansk gehejmeråd, bror til Ditlev Rantzau.
Han var søn af Hans Rantzau til Panker og Birthe Catharine f. von Brockdorff, udnævntes 1748 til regeringsråd i Oldenburg og fik titel af justitsråd. 1750 blev han legationssekretær i Haag og udnævntes 1752 til etats- og landråd. I årene 1754-57 var han gesandt i London, blev efter sin hjemkomst råd ved Overretten på Gottorp og udnævntes 1759 til vicekansler for samme samt 1767 til kansler. Han udnævntes 1753 til gehejmeråd og 1790 til gehejmekonferensråd. Rantzau blev 1754 kammerherre og 1766 hvid ridder. 
Rantzau udnævntes 1762 tillige med Carl Juel til at repræsentere Danmark på den kongres, der skulle træde sammen i Berlin for at mægle mellem Danmark og Rusland, men da kejser Peter III blev myrdet inden kongressens åbning, kaldtes afsendingerne straks tilbage.
Han var provst for de adelige klostre i Slesvig og Preetz samt patron for Itzehoe Kloster. 1765 erhvervede han Gaarz og købte 1779 Güldenstein. Han døde 21. juli 1792 i Preetz.
Rantzau ægtede 1. gang (30. juni 1761) Dorothea Ahlefeldt (25. januar 1744 – 23. januar 1775), datter af Johan Rudolph Ahlefeldt til Damp og Margrethe Øllegaard f. Brockdorff; 2. gang (16. april 1790) Anna Ernestine baronesse von Brockdorff (22. marts 1767 – 5. september 1818), datter af kammerherre, baron Hans Schack Brockdorff og Frederikke Anna Sophie f. Schack og siden gift med baron Charles August Selby (1755-1823).